# Ivana d'Évreux
Ivana d'Évreux (francuski Jeanne d'Évreux; 1310. – 4. ožujka 1371.) bila je francusko-navarska kraljica kao treća supruga kralja Karla IV. Lijepog.
Ivanini su roditelji bili Luj, grof Évreuxa i Margareta Arteška. Karlo IV. i Ivana bili su bliski rođaci te su trebali papino odobrenje za brak. Ivana je mužu rodila tri kćeri, Ivanu, Mariju i Blanku, koje nisu mogle naslijediti francuski tron zbog Salijskog zakonika.
Ivana je pokopana u bazilici svetog Denisa.

## Poveznice
- Djevica Ivane d'Évreux